# Mother Nature's Son
«Mother Nature's Son» (de l'anglès, "Fill de la Mare Naturalesa") és una cançó publicada per la banda britànica de rock The Beatles en el seu àlbum de 1968 The Beatles (conegut com a The White Album). Tot i que està acreditada a Lennon/McCartney, va ser escrita per Paul McCartney, que es va inspirar en una conferència donada pel Maharishi Mahesh Yogi, durant l'estada dels Beatles a l'Índia. En aquesta mateixa conferència John Lennon es va inspirar per compondre la seva cançó inèdita «Child of Nature», la melodia de la qual, més tard, va utilitzar per al tema «Jealous Guy».

## Gravació
McCartney va gravar la cançó el 9 d'agost de 1968. Va gravar 25 preses cantant i tocant la guitarra acústica al mateix temps. La presa 24 va ser percebuda com la millor. McCartney també va gravar doblatges de timbals, una altra guitarra i tambors l'endemà. Els tambors sonen més com bongos i això es va aconseguir disposant la bateria fins a la meitat d'un passadís amb catifa i els micròfons en un extrem. Això va donar resultat a un so entretallat.

## Personal
- Paul McCartney: Veus, guitarres acústiques (Martin & Co. D.28), bateria (Ludwig Super Classic), percussió
- George Martin: Arranjament de vents[4]